# Nil (ruisseau)
Pour les articles homonymes, voir Nil (homonymie).
Le Nil est un ruisseau de Belgique, affluent de l’Orne et donc sous-affluent de l'Escaut par la Thyle, la Dyle et le Rupel. 

## Géographie
Le Nil prend source à Walhain, entre le hameau de Beaudecet et le centre de la commune. Il parcourt environ 13 km, traversant les villages de Tourinnes-Saint-Lambert et Nil-Saint-Vincent-Saint-Martin pour atteindre Blanmont où il se jette dans l’Orne, affluent de la Thyle. En amont de Tourinnes-Saint-Lambert, le Nil est aussi connu sous le nom du « Hain ».
Le centre géographique de la Belgique, sur le territoire de Nil-Saint-Vincent, se trouve à proximité immédiate des rives du Nil.